# Walter Gunst
Heinrich Walter Gunst (* 23. Februar 1900 in Erfurt; verschollen seit 1943) war ein deutscher SS-Funktionär, zuletzt im Rang eines SS-Standartenführers.
Gunst, gelernter Anstreicher, trat zum 4. November 1925 der NSDAP bei (Mitgliedsnummer 21.855) und diente sich in Leipzig ab 1927 über die SA und seit 1932 in der SS vom Sturmführer bis 1934 zum SS-Obersturmbannführer und Kommandanten der SS-Standarte Elbe hoch (SS-Nummer 26.782). Er war in Sachsen als Brauner Bonze und notorischer Saufkopf bekannt. Während seine Korruption und Unterschlagungen anfänglich noch durchgingen, stolperte der verheiratete Familienvater von drei Kindern schließlich über eine Sexaffäre, die im Februar 1936 zu seiner Amtsenthebung führte.
Die SS wollte jedoch auf den ausgebildeten Reichsredner nicht verzichten, degradierte ihn lediglich und versetzte ihn im September 1936 als Führer der SS-Standarte Schwarzwald in die Provinz nach Freiburg. Hier setzte er seine Redekunst zur Spendenwerbung beim Förderverein der SS ein u. a. mit einem Vortrag Der Jude als Parasit im Leben der Völker. Dabei wendete er sich besonders gegen das Mitleid mit den anständigen Juden, denn diese seien die hinterlistigen.
In der Nacht vom 9. zum 10. November 1938 leitete Gunst zusammen mit SA-Brigadeführer Joachim Weist und Gestapochef Karl Traub (1888–1945) die Ausschreitungen der Freiburger SA- und SS-Einheiten während der Reichspogromnacht gegen die jüdische Bevölkerung der Stadt. Unter anderem führten Gunst und Weist das Kommando an, das die Freiburger Synagoge in Brand setzte. Anschließend war Gunst an der folgenden Deportation der männlichen Juden beteiligt.
Wegen seiner anhaltenden Saufgelage und seiner Korruption versuchte die Freiburger SS mehrfach Gunst loszuwerden. Schließlich sandte ihn die SS 1939 als SS-Führer des Volksdeutschen Selbstschutzes in das deutsch besetzte Polen. Letztlich führten ein Verhältnis mit einer Polin und ein zufälliger Beschwerdebrief einer Freundin Heinrich Himmlers zu seiner Degradierung und Versetzung an die Ostfront. Da Gunst seit 1943 vermisst wird, konnte er nach dem Krieg gerichtlich nicht verfolgt werden.
Gunst wurde durch Urteil des Kreisgerichts Leipzig, Stadtbezirk Nordost, Az: VII D 24/61, für tot erklärt.